# Gillancourt
Ne doit pas être confondu avec Guillaucourt ou Guyancourt.
Gillancourt est une commune française située dans le département de la Haute-Marne, en région Grand Est.

## Géographie

### Communes limitrophes
|                           | Blaisy      |            |
| Lavilleneuve-au-Roi       | Gillancourt | Sarcicourt |
| Saint-Martin-sur-la-Renne | Euffigneix  |            |

La source de la rivière nommée la Blaise se trouve dans la commune.

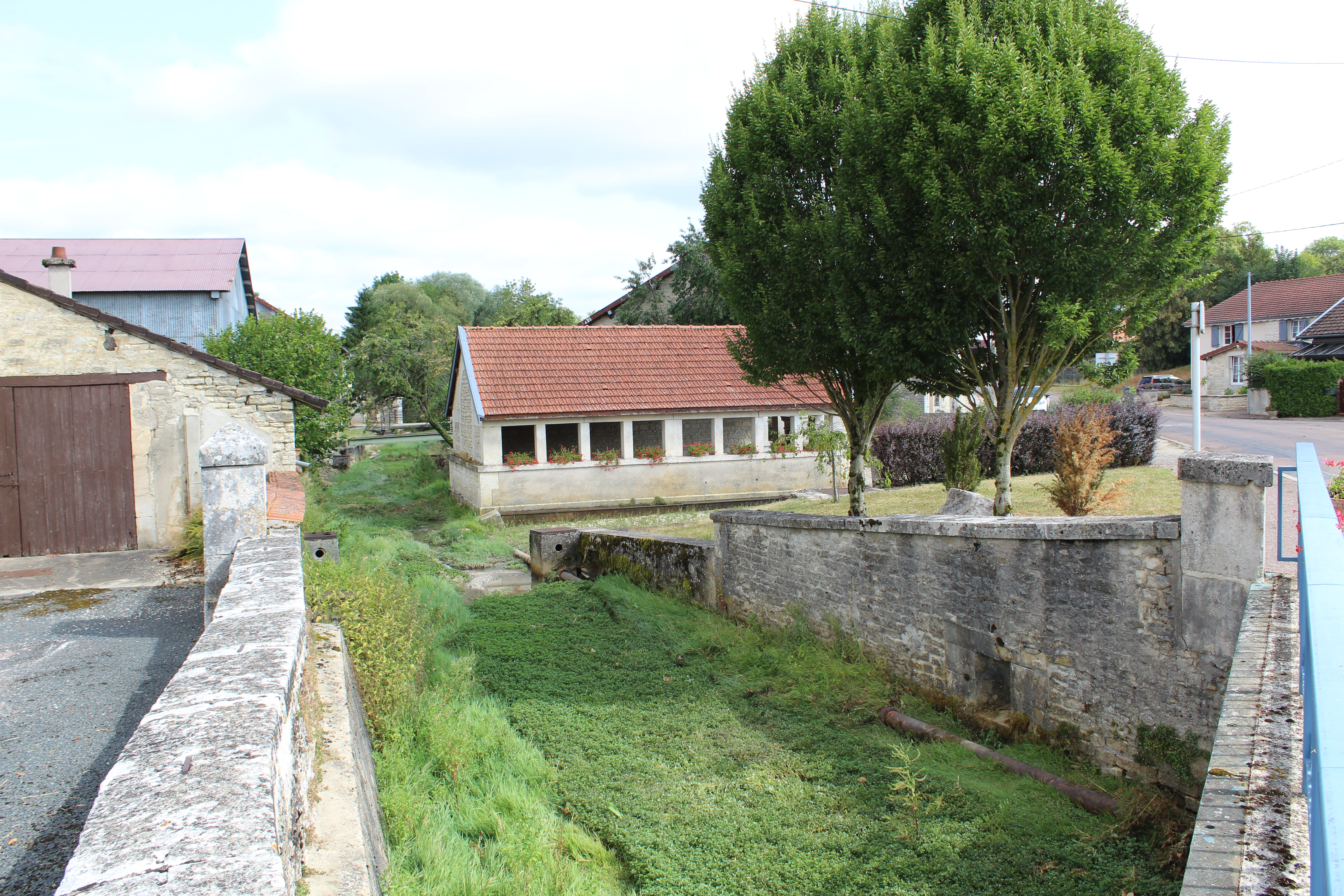
La Blaise à Gillancourt.

### Hydrographie
La commune est dans la région hydrographique « la Seine de sa source au confluent de l'Oise (exclu) » au sein du bassin Seine-Normandie. Elle est drainée par la Blaise, le Fossé 01 de Montanvau, le Fossé 01 du Serrurier et le Fossé 05 de la Garenne,.
La Blaise, d'une longueur de 86 km, prend sa source dans la commune  et se jette  dans la Marne à Isle-sur-Marne, après avoir traversé 34 communes. 

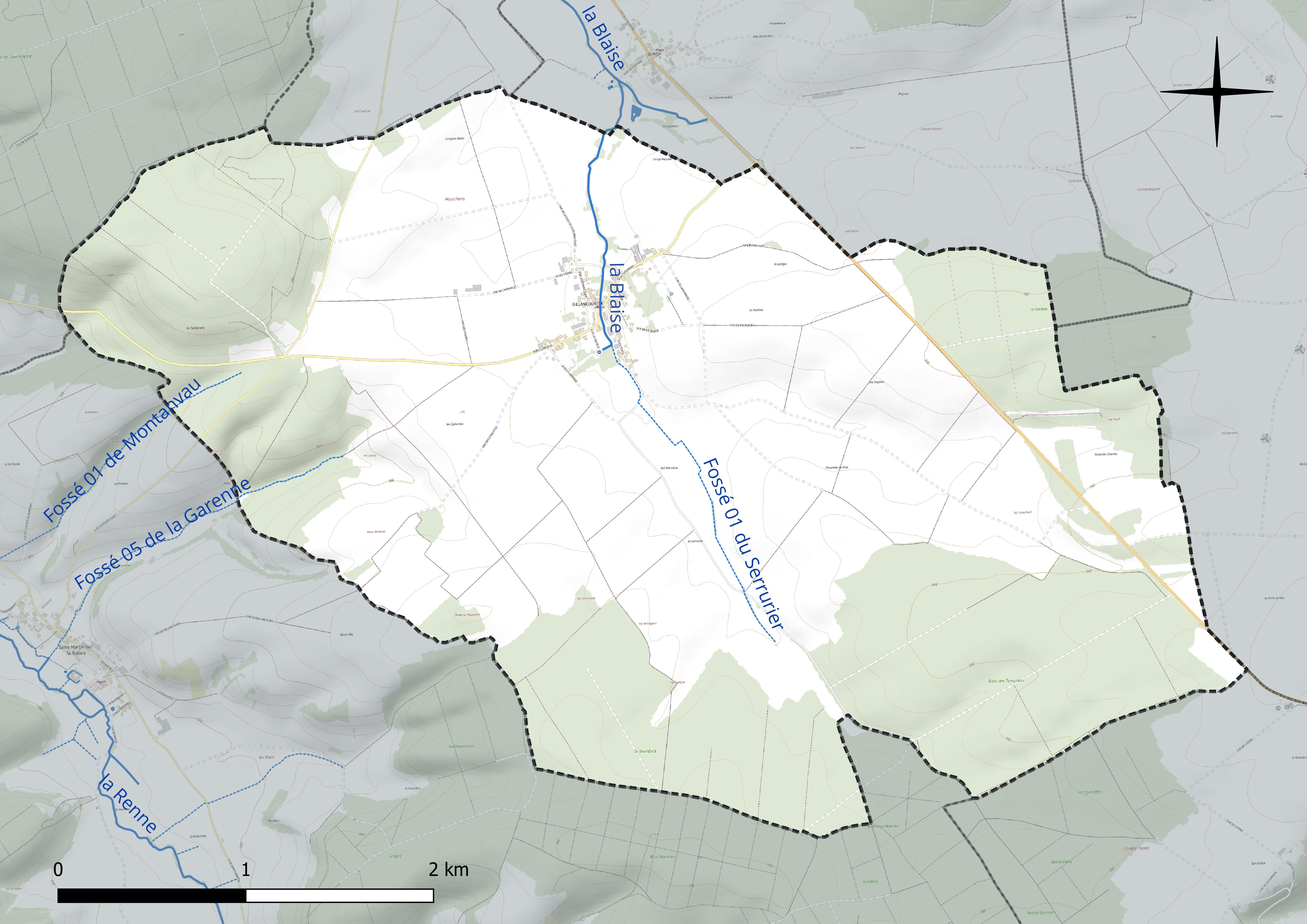
Réseau hydrographique de Gillancourt.

### Climat
Pour des articles plus généraux, voir Climat du Grand Est et Climat de la Haute-Marne.
En 2010, le climat de la commune est de type climat de montagne, selon une étude du Centre national de la recherche scientifique s'appuyant sur une série de données couvrant la période 1971-2000. En 2020, Météo-France publie une typologie des climats de la France métropolitaine dans laquelle la commune est exposée à un climat océanique altéré et est dans la région climatique  Lorraine, plateau de Langres, Morvan, caractérisée par un hiver rude (1,5 °C), des vents modérés et des brouillards fréquents en automne et hiver. 
Pour la période 1971-2000, la température annuelle moyenne est de 9,9 °C, avec une amplitude thermique annuelle de 16,3 °C. Le cumul annuel moyen de précipitations est de 1 007 mm, avec 13,6 jours de précipitations en janvier et 8,8 jours en juillet. Pour la période 1991-2020, la température moyenne annuelle observée sur la station météorologique de Météo-France la plus proche, « Ailleville_sapc », sur la commune d'Ailleville à 25 km à vol d'oiseau, est de 11,4 °C et le cumul annuel moyen de précipitations est de 833,5 mm. 
La température maximale relevée sur cette station est de 41,3 °C, atteinte le 25 juillet 2019 ; la température minimale est de −19,7 °C, atteinte le 20 décembre 2009,,. 
Les paramètres climatiques de la commune ont été estimés pour le milieu du siècle (2041-2070) selon différents scénarios d'émission de gaz à effet de serre à partir des nouvelles projections climatiques de référence DRIAS-2020. Ils sont consultables sur un site dédié publié par Météo-France en novembre 2022.

## Urbanisme

### Typologie
Au 1er janvier 2024, Gillancourt est catégorisée commune rurale à habitat dispersé, selon la nouvelle grille communale de densité à sept niveaux définie par l'Insee en 2022.
Elle est située hors unité urbaine. Par ailleurs la commune fait partie de l'aire d'attraction de Chaumont, dont elle est une commune de la couronne,. Cette aire, qui regroupe 112 communes, est catégorisée dans les aires de 50 000 à moins de 200 000 habitants,.

### Occupation des sols
L'occupation des sols de la commune, telle qu'elle ressort de la base de données européenne d’occupation biophysique des sols Corine Land Cover (CLC), est marquée par l'importance des territoires agricoles (57,2 % en 2018), une proportion sensiblement équivalente à celle de 1990 (57,3 %). La répartition détaillée en 2018 est la suivante : 
terres arables (55 %), forêts (41,1 %), prairies (2,2 %), zones urbanisées (1,7 %). L'évolution de l’occupation des sols de la commune et de ses infrastructures peut être observée sur les différentes représentations cartographiques du territoire : la carte de Cassini (XVIIIe siècle), la carte d'état-major (1820-1866) et les cartes ou photos aériennes de l'IGN pour la période actuelle (1950 à aujourd'hui).

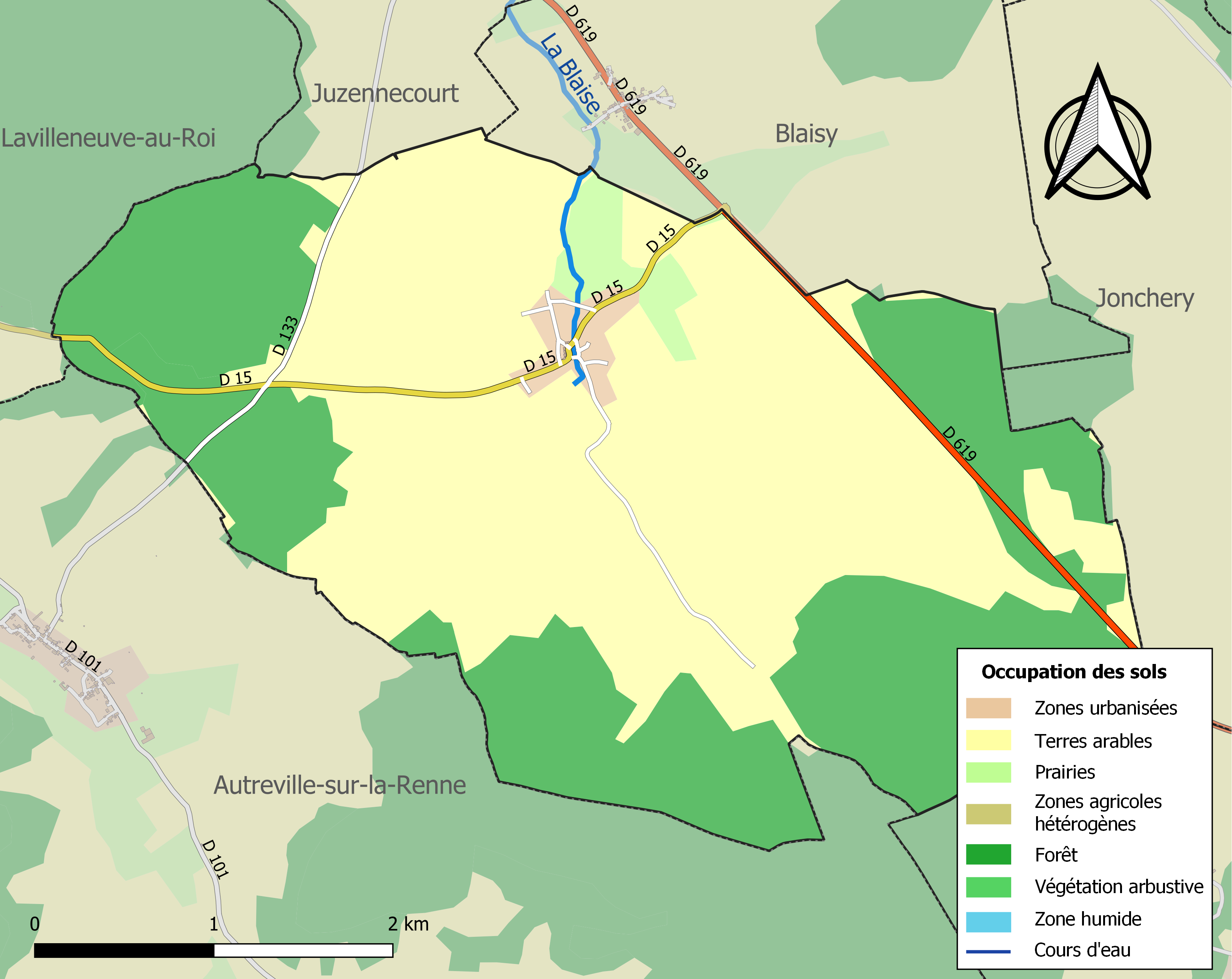
Carte des infrastructures et de l'occupation des sols de la commune en 2018 (CLC).

## Toponymie
Le nom de la localité est attesté sous les formes Gillencurtis (1147) ; Gillencort (1210) ; Gillancort (1226) ; Gillencuria (1246) ; Gillancuria (1263) ; Gilencourt (1276-78) ; Gilencort (1281) ; Gilancort (1289) ; Gillancourt (1290) ; Gilloncuria (1298) ; Gilencuria (1328) ; Gillancours (1436) ; Gillancour (1732).

L'origine du nom de la commune, attestée au moins depuis le début du XIIe siècle, provient de Gillencurtis. Ce nom se décline à travers plusieurs références historiques en Gillancuria, Gillancurt, Jollencort, Gelencourt ou encore Gilencure. Le suffixe -court renvoie à la cour de la ferme, du latin cohors, tis (ou cors, tis). Peu à peu, le mot servit à désigner les bâtiments qui entouraient la cour, puis le domaine lui-même, lequel portait habituellement le nom du propriétaire. D'après une étude toponymique d'Ernest Nègre en 1996, la racine « gillen » ou « gillan » renverrait au prénom germanique Gislenus, ayant donné Ghislain au Moyen Âge[réf. nécessaire].

## Histoire
Les premières sources historiques attestant de l'existence de Gillancourt remontent au début du XIIe siècle. L'histoire de la commune est très fortement liée à l'histoire du prieuré de Sexfontaines et à celle de l'abbaye de Clairvaux, fondée en 1115. Le terme prieuré désigne généralement un monastère le plus souvent subordonné à une abbaye plus importante ; il est placé sous l'autorité d'un prieur, lui-même dépendant d'un abbé plus important. Mais le même terme désigne également le bénéfice paroissial, c'est-à-dire le revenu d'une paroisse, principalement la dîme. D'après Jean-Baptiste Carnandet, « L'église de Gillancourt avait été donnée au prieuré de Sexfontaines en 1147 » et « en 1188, Milon de Sexfontaines vendit à l'abbaye de Clairvaux ce qu'il possédait à Gillancourt ». « Dix ans après, l'église Saint-Martin de Toul céda au même monastère toutes les possessions qu'avait l'église Saint-Laurent à Gillancourt. Les religieux de Clairvaux augmentèrent considérablement dans la suite leurs propriétés dans cette localité. Ils y avaient une grange où ils rentraient les dîmes; un frère convers y restait après la moisson pour surveiller le battage du grain. La terre, la seigneurie et tous les hommes de Gillancourt et de Blaizy appartenaient en société au roi et au prieur de Sexfontaines ». 
Une autre source, Émile Jolibois, indique que Milo de Sexfontaines et sa femme Marguerite auraient fait don à l'abbaye de Clairvaux « de ce qu'ils avaient à Gillancourt, Saint-Martin, Lachapelle et Valdelancourt » en 1210. Émile Jolibois ajoute qu'« il y avait encore dans la paroisse le fief de Baspré, avec seigneur particulier. Les religieux de Clairvaux y tenaient aussi de grandes possessions et jouissaient de certains droits féodaux. Dès le XIIe siècle, ils possédaient le four banal pour lequel ils avaient usage dans les bois de Sexfontaine; (…) en 1266 ils achetèrent encore de la veuve de Gérard d'Ecot tout ce qu'elle avait à Gillancourt, en hommes, femmes, enfants, terre, cens, etc. À la même époque, ils achetèrent un nouveau serf, du nom de Laurent, moyennant vingt livres; enfin, en 1389, Hue de Brethenay, fils de Geoffroi, leur vendit « Melinette, la femme Vyard, le fils Aubry et tous ses enfants, et trois gelines (…). 
Le Commandeur du Corgebin avait des terres à Gillancourt et des droits féodaux : « chaque ménage entier lui devait un boisseau de blé et la veuve un demi-boisseau ». Concernant le Baspré, il s'agit d'un « hameau dépendant de Lachapelle en Blaizy. C'est une ancienne propriété de la commanderie de Thors et de Corgebin. Il est fait mention de Baspré (Bassum pratum) ainsi appelé de sa situation sur la Blaise dès le commencement du XIIIe siècle. Les habitants de ce hameau furent affranchis en 1522 par le commandeur à cause de leur pauvreté. Il y avait encore à Gillancourt un fief de Baspré qui a eu son seigneur particulier jusqu'en 1789». Un autre passage atteste la présence de chevaliers templiers de Malte : « Dans la Haute-Marne, il y avait seize commanderies de l'ordre (dont Baspré) ».
C'est également au milieu du XIIe siècle qu'on estime la première datation de l'église Saint-Bénigne de Gillancourt (voûte du transept et du bras nord et vestiges du portail à l'intérieur). L'édifice présente plusieurs périodes de construction. Du milieu du XIIIe siècle, on constate l'ajout d'un porche ou d'un clocher-porche en façade occidentale. Au XVIe siècle, débute la construction ou la reconstruction du bras sud du transept. Enfin au XIXe siècle, on entame la réfection de la toiture, la construction d'un nouveau clocher-porche et d'un nouveau portail, ainsi que d'un escalier menant aux cloches. On procède également à la reconstruction du chœur et à l'ajout de deux sacristies. Quant à la nef, le sud est de la 2e moitié du Moyen Âge et tout le reste, vers le chœur, serait du XVIIIe ou du XIXe siècle, de même que tout le bras nord.
Comme l'indique Émile Jolibois, « en 1789, Gillancourt faisait partie du doyenné de Châteauvillain, et la cure était à la nomination du prieur de Sexfontaine. Le curé n'avait qu'un sixième des dîmes; le restant était à Clairvaux depuis 1147. Pour le temporel, il dépendait de l'élection de Chaumont et de la prévôté de Vassy; mais la justice ressortissait de la mairie royale de Lavilleneuve ».
Émile Jolibois recense 289 habitants à Gillancourt dans son ouvrage de 1858. En 1860, Jean-Baptiste Carnandet indique que « Les natures de culture dominantes du canton de Juzennecourt sont les terres labourables, les prés et les vignes. La culture des prairies artificielles a pris une grande extension depuis quelques années surtout dans les communes qui occupent la partie nord du canton La culture de la vigne ne s étend qu'aux communes situées dans les vallées de la Brenne du Brozé et de l'Aujon. Les vins qu'on récolte sont de médiocre qualité, cependant ceux de Maranville sont estimés. La principale industrie du canton consiste dans l'agriculture. Le commerce de bois se fait à Gillancourt, celui des vins à Saint-Martin, Autreville, Lavilleneuve, Montheries, Rennepont et Vaudrémont. Plusieurs foires ont lieu chaque année dans les communes de Colombey et Juzennecourt ».

## Politique et administration

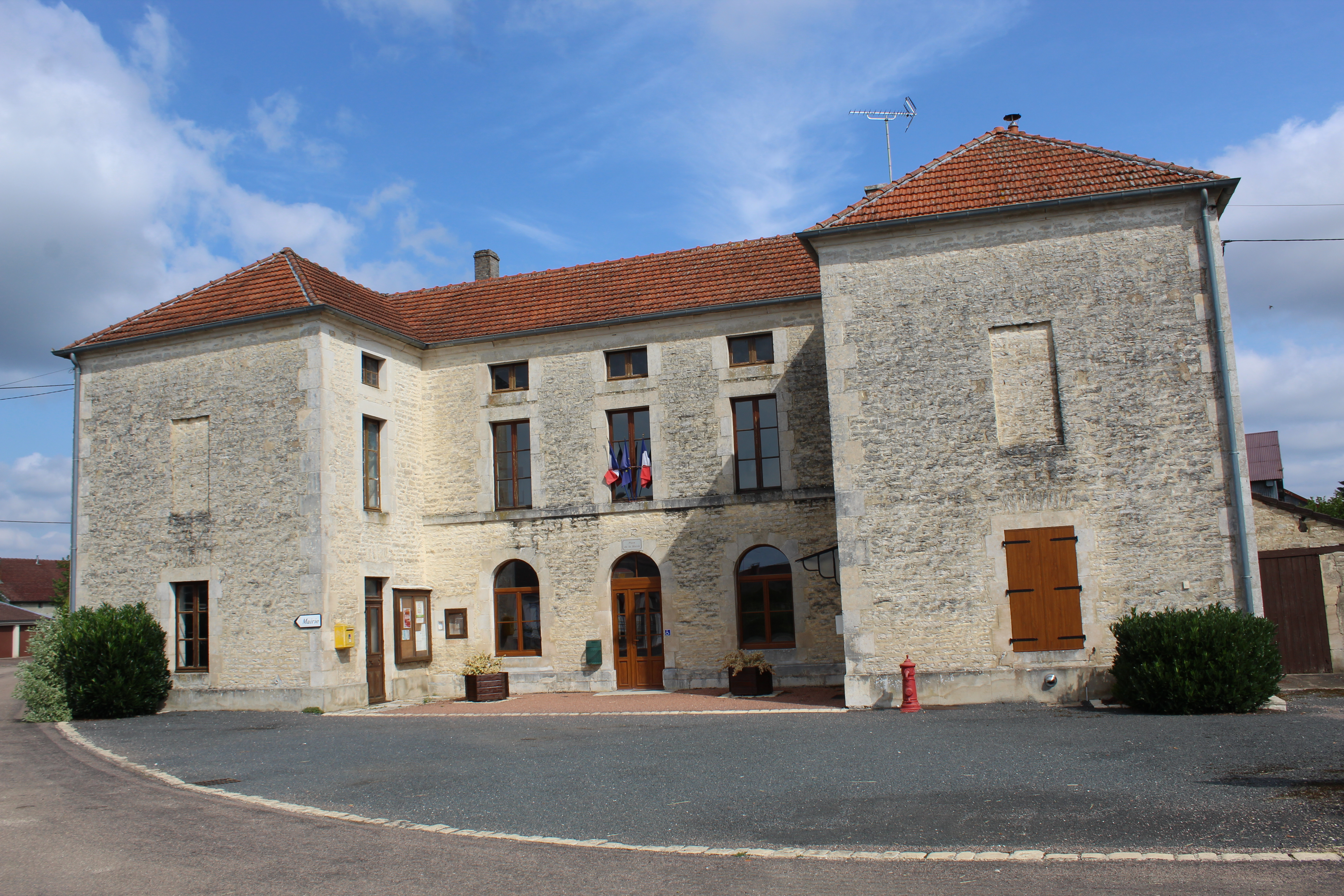
La Mairie.

| Période                                  | Période   | Identité        | Étiquette | Qualité |
| ---------------------------------------- | --------- | --------------- | --------- | ------- |
| avant 1995                               | ?         | Robert Marchal  | DVD       |         |
| mars 2001                                | mars 2008 | Éric Maldémé    |           |         |
| mars 2008                                | En cours  | Damien Bonhomme |           |         |
| Les données manquantes sont à compléter. |           |                 |           |         |

## Population et société

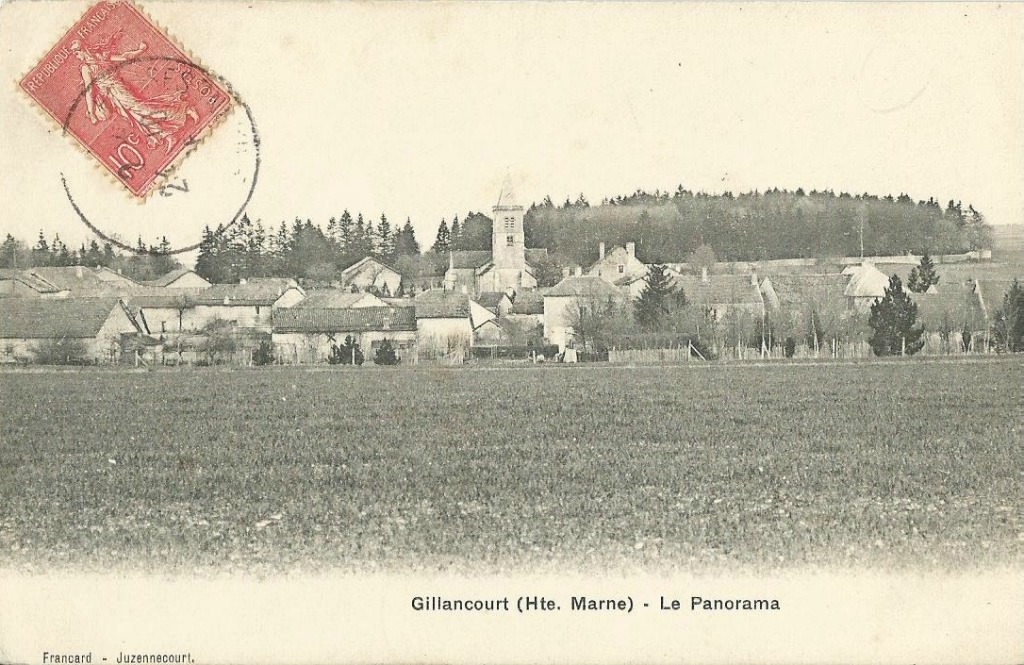
Carte postale du village vers 1910.

### Démographie

#### Évolution démographique
L'évolution du nombre d'habitants est connue à travers les recensements de la population effectués dans la commune depuis 1793. Pour les communes de moins de 10 000 habitants, une enquête de recensement portant sur toute la population est réalisée tous les cinq ans, les populations de référence des années intermédiaires étant quant à elles estimées par interpolation ou extrapolation. Pour la commune, le premier recensement exhaustif entrant dans le cadre du nouveau dispositif a été réalisé en 2006.

En 2022, la commune comptait 126 habitants, en évolution de +6,78 % par rapport à 2016 (Haute-Marne : −4,62 %, France hors Mayotte : +2,11 %).
| 1793 | 1800 | 1806 | 1821 | 1831 | 1836 | 1841 | 1846 | 1851 |
| ---- | ---- | ---- | ---- | ---- | ---- | ---- | ---- | ---- |
| 223  | 284  | 284  | 273  | 335  | 348  | 338  | 314  | 320  |

| 1856 | 1861 | 1866 | 1872 | 1876 | 1881 | 1886 | 1891 | 1896 |
| ---- | ---- | ---- | ---- | ---- | ---- | ---- | ---- | ---- |
| 289  | 279  | 275  | 264  | 271  | 255  | 243  | 232  | 233  |

| 1901 | 1906 | 1911 | 1921 | 1926 | 1931 | 1936 | 1946 | 1954 |
| ---- | ---- | ---- | ---- | ---- | ---- | ---- | ---- | ---- |
| 221  | 215  | 205  | 148  | 155  | 167  | 185  | 145  | 169  |

| 1962 | 1968 | 1975 | 1982 | 1990 | 1999 | 2006 | 2011 | 2016 |
| ---- | ---- | ---- | ---- | ---- | ---- | ---- | ---- | ---- |
| 153  | 130  | 133  | 130  | 115  | 118  | 130  | 116  | 118  |

| 2021 | 2022 | - | - | - | - | - | - | - |
| ---- | ---- | - | - | - | - | - | - | - |
| 123  | 126  | - | - | - | - | - | - | - |

## Lieux et monuments

### Galerie

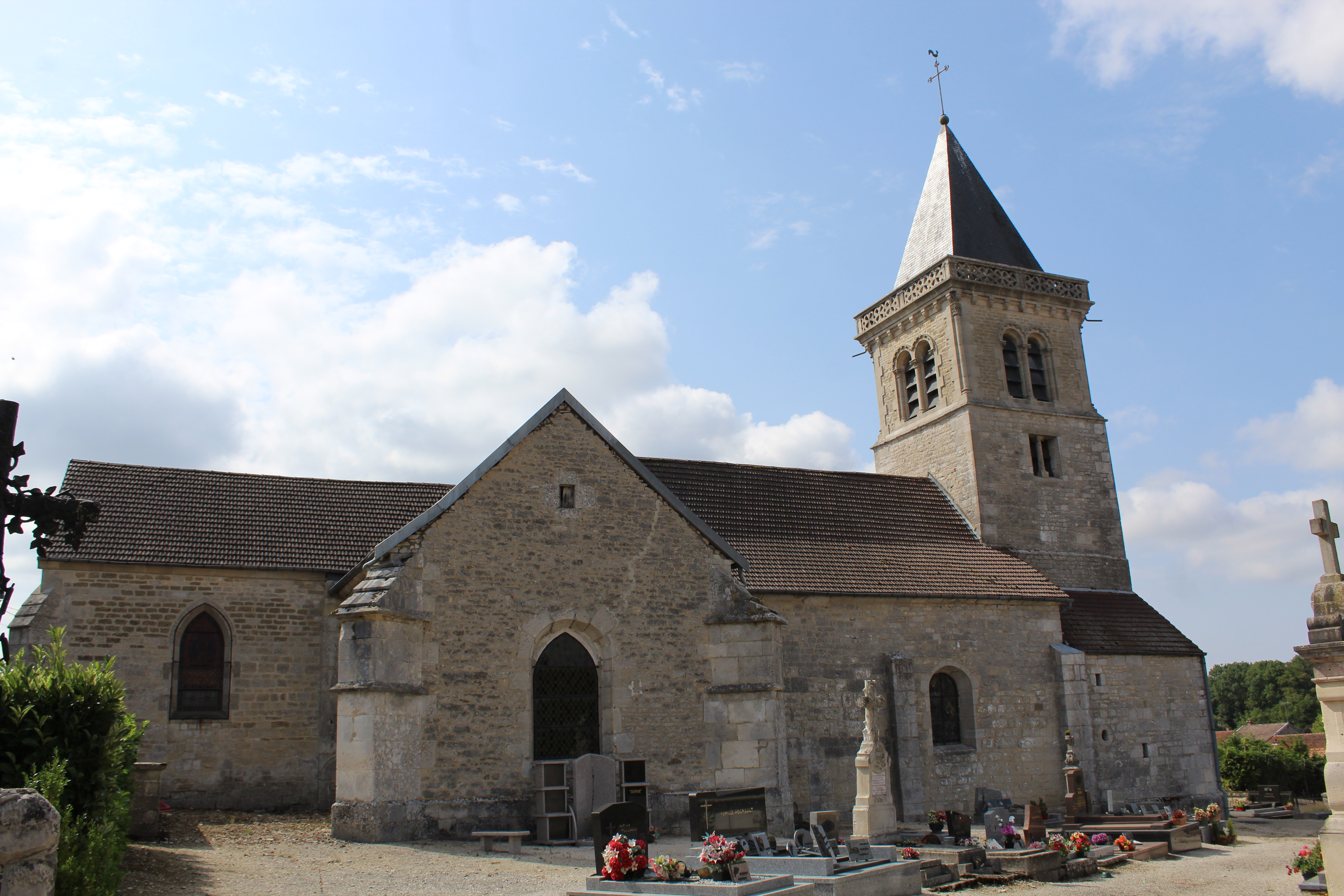
L'église.
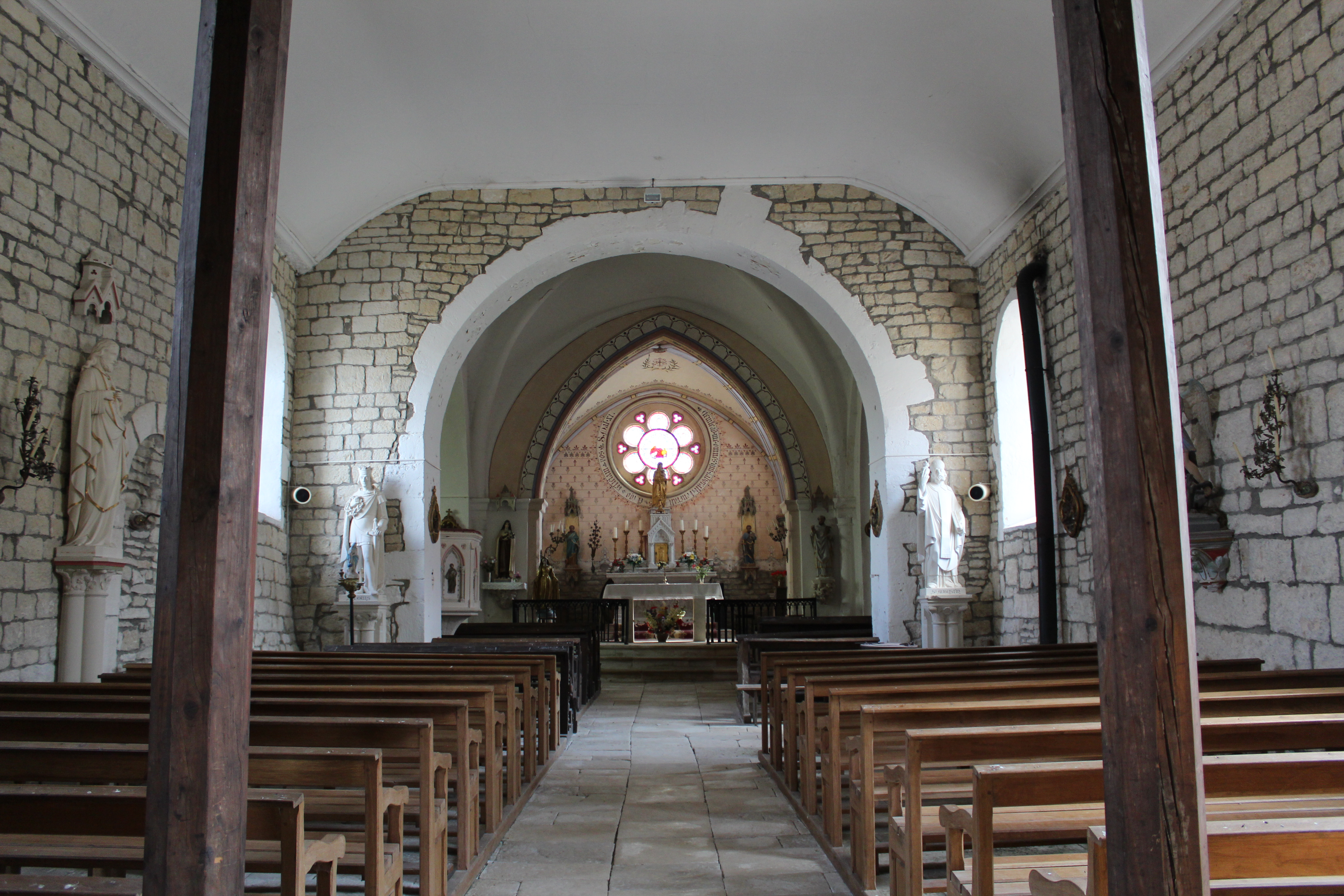
Intérieur de l'église.
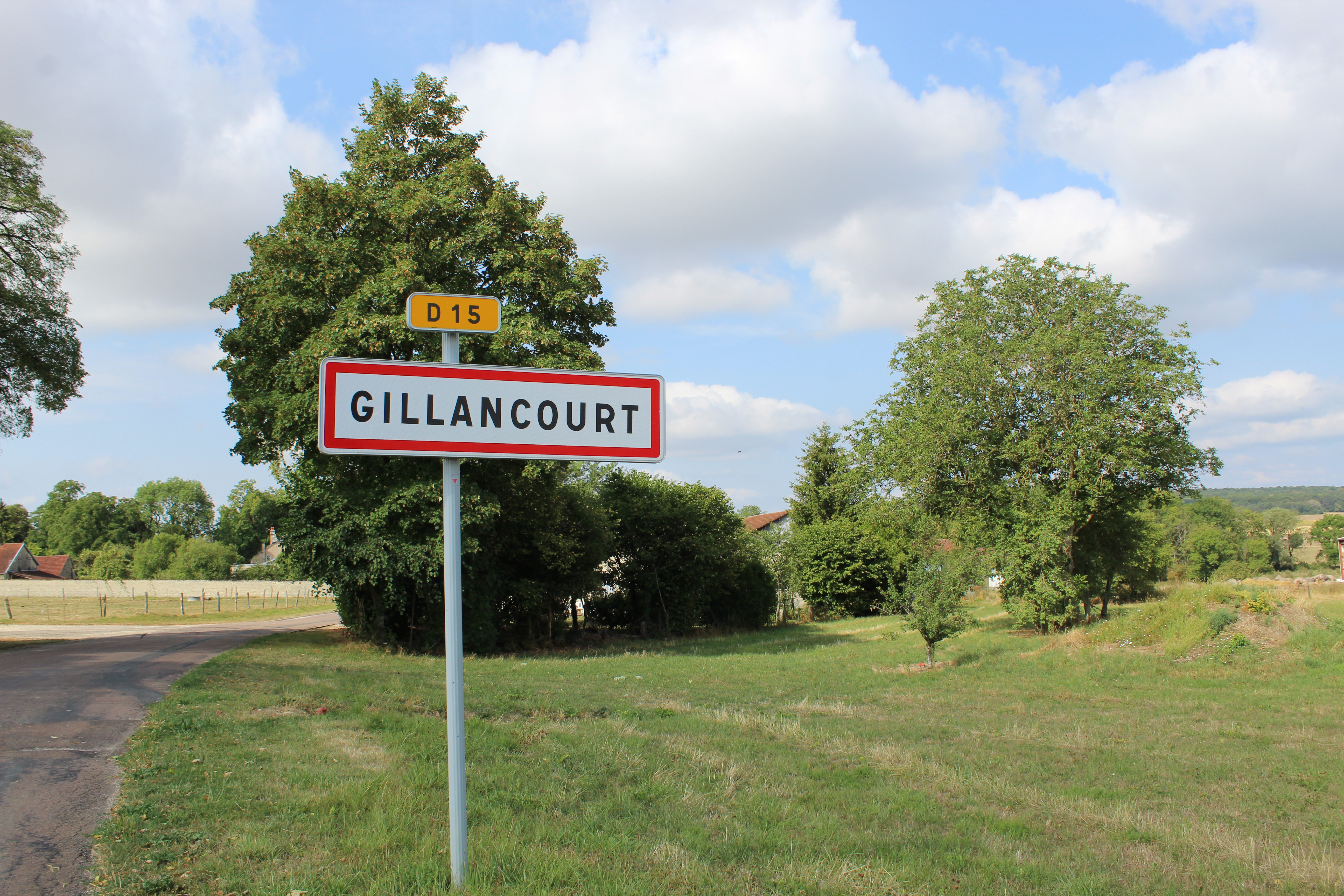
Entrée du village.
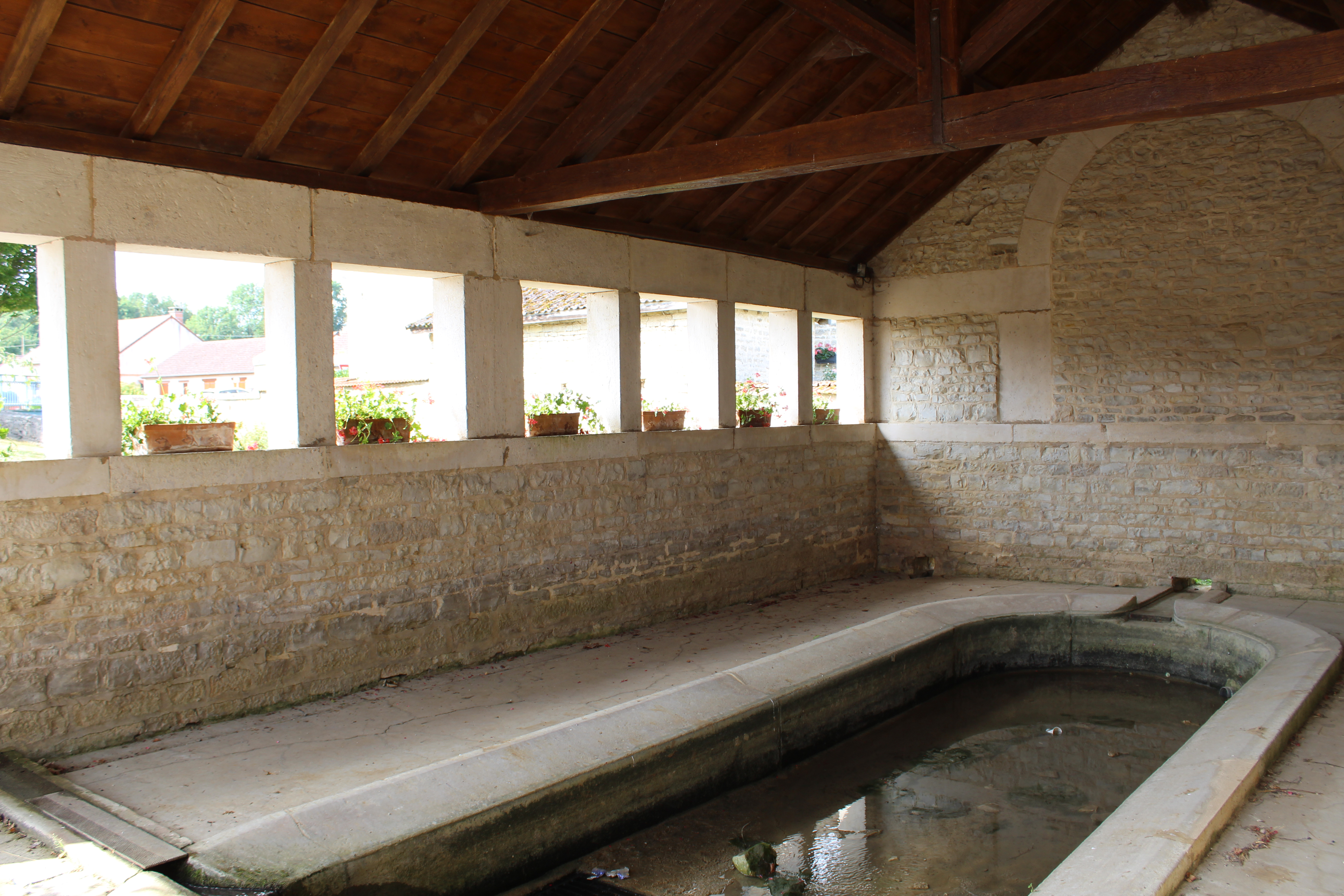
Intérieur du lavoir.
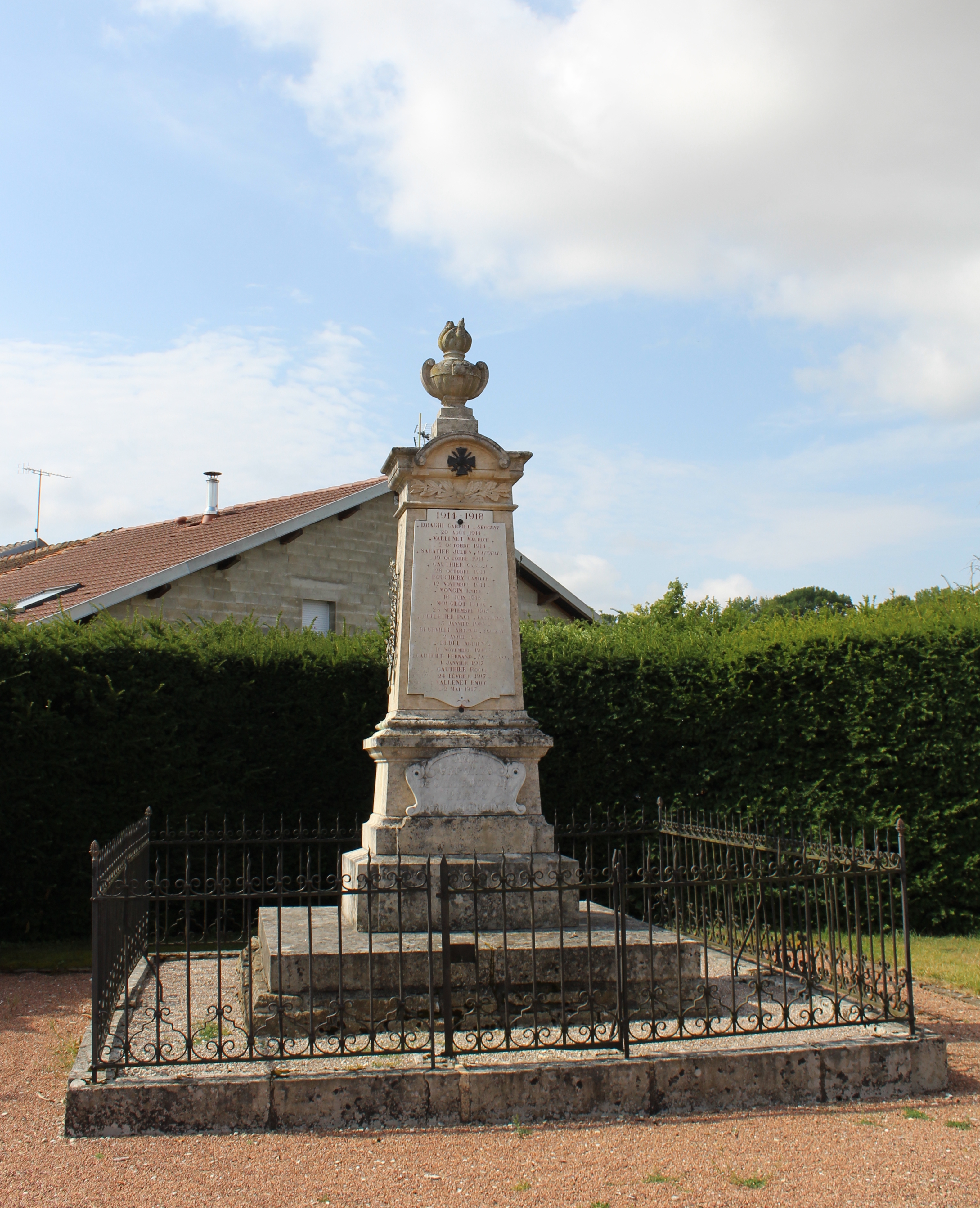
Le monument aux morts.
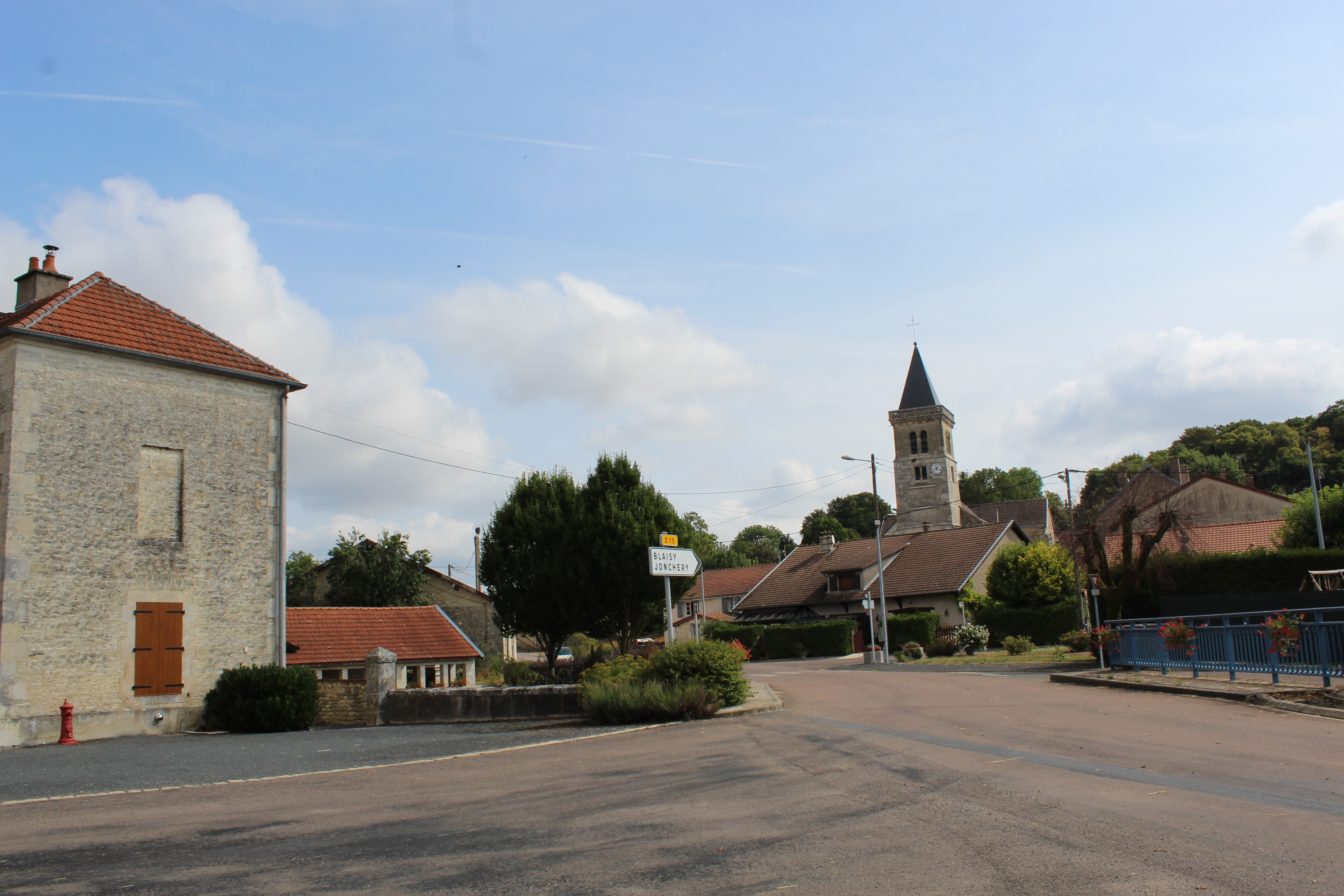
La place.